# Национальная коалиция в поддержку евроазиатского еврейства
Национальная коалиция в поддержку евроазиатского еврейства (англ. National Coalition Supporting Eurasian Jewry; до 29 июня 2014 года называлась Национальная конференция для советского еврейства; англ. National Conference on Soviet Jewry) — ведущая еврейская некоммерческая правозащитная организация США, созданная в 1971 году. Одна из четырёх американских организаций по данной теме, самая престижная и мощная, основана в сотрудничестве с «Нативом». Включает в себя около 50 национальных организаций и более 300 местных еврейских федераций и общин. Организация способствует развитию и защите прав еврейских общин, сотрудничает с руководством стран Евразии и США, отслеживая проявления антисемитизма и ограничения прав человека.

## История
Неофициально началом организации формально можно назвать 1964 год, когда в апреле 1964 года в Вашингтонском отеле Вильярд прошла первая «Американская еврейская Конференция в поддержку советских евреев». На этой конференции впервые собрались двадцать четыре национальные еврейские организации Америки, около 500 человек, и обсуждали проблему советских евреев. Председателем Конференции был выбран Исайя Минкоф. Первым президентом конференции был Ричард Маас. В списке резолюций для голосования последняя резолюция предлагала создать общенациональную организацию, которая продолжила бы работу конференции на постоянной основе.
Официальная дата создания организации — 1971 год. В этом году для расширения прав евреев в СССР была создана Национальная конференция в защиту советских евреев. По словам Нехемия Леванона «пришлось много и упорно заниматься убеждением еврейских организаций чтобы они согласились создать отдельный орган, целиком посвященный борьбе за советских евреев…».
С 1975 года организация участвовала в Хельсинкском процессе и является единственной официальной еврейской организацией, участвующей в Организации по безопасности и сотрудничеству в Европе (ОБСЕ).
16 июня 2014 года «Национальная конференция для советского еврейства» была вынуждена переименоваться в «Национальную коалицию в поддержку евроазиатского еврейства». Это «произошло из-за событий на Украине которые доказали, что „советского еврейства“ больше не существует, а еврейские общины стран бывшего СССР и стран Восточного Европы приняли идентичность государств, в которых родились и живут, и готовы отстаивать интересы своих государств даже в ущерб отношениям между еврейскими общинами».